# George Cholmondeley, V marchese di Cholmondeley
George Horatio Charles Cholmondeley, V marchese di Cholmondeley (Malpas, 19 maggio 1883 – Londra, 16 settembre 1968), è stato un nobile inglese.

## Biografia

### I primi anni e la famiglia
Era il figlio di George Cholmondeley, IV marchese di Cholmondeley, e di sua moglie, Winifred Ida Kingscote. Era un diretto discendente di Sir Robert Walpole. Negli anni prima di succedere al titolo, Cholmondeley era un noto giocatore di tennis e di polo. Fu inoltre per tutta la sua vita un appassionato di calligrafia, al punto che il suo corsivo divenne noto come "Cholmondeley Italic"; fu il primo presidente della Society for Italic Handwriting. Nel 1950, fondò il Premio Cholmondeley, un concorso di bella scrittura rivolto agli studenti di Eton e Harrow.

### La carriera militare

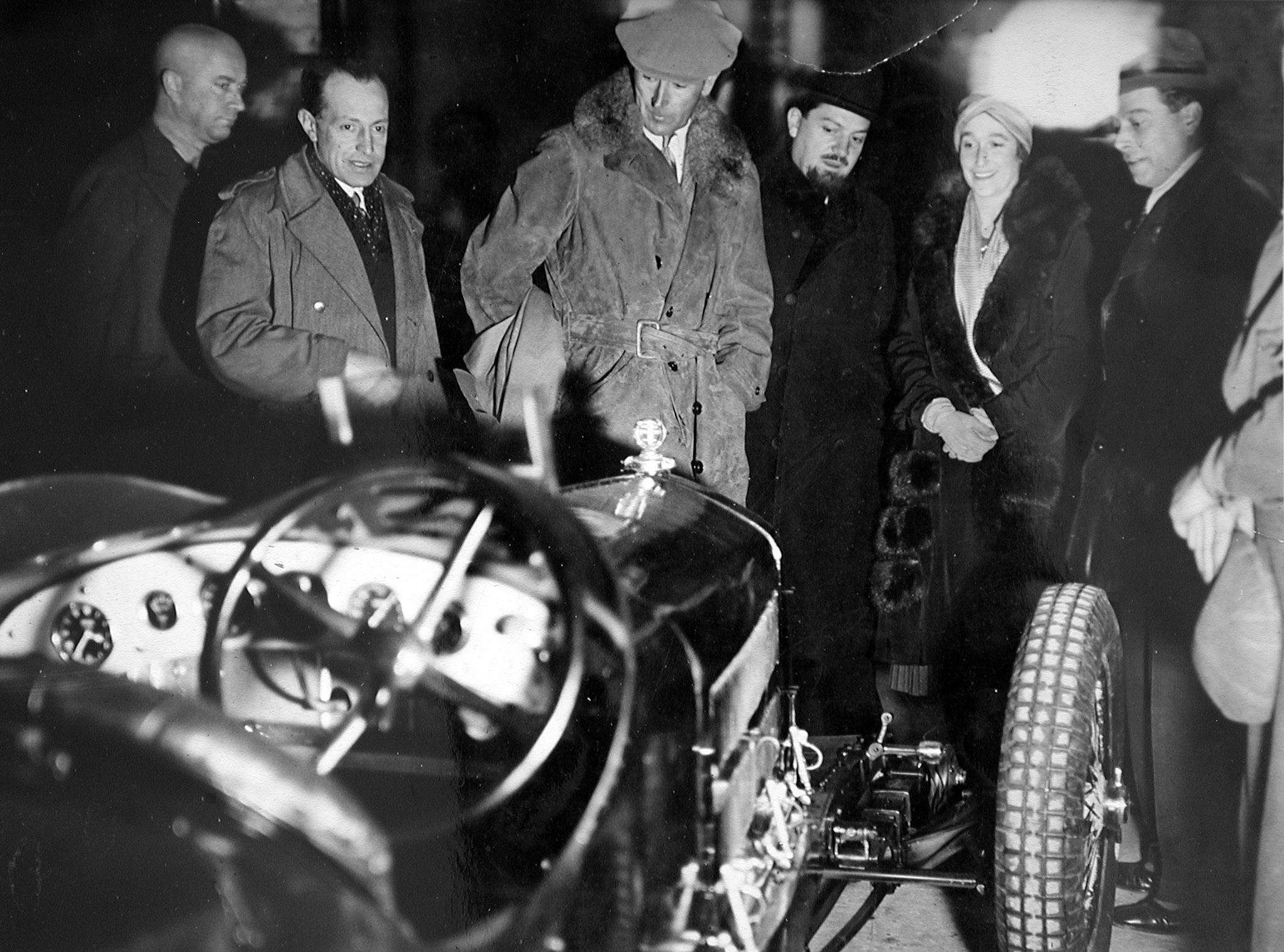
Visita del marchese di Cholmondeley (al centro) alla fabbrica della Alfa Romeo in Italia. Alla sua sinistra Italo Balbo, seguito da lady Cholmondeley e da Prospero Gianferrari. 1930 circa.

Lord Cholmondeley combatté nella seconda guerra boera (1899-1901), nel Royal Sussex Regiment e come sottotenente del 9th Lancers. Nel 1905 fu promosso al grado di tenente. Fu aiutante di campo al viceré d'India e ha combattuto nella prima guerra mondiale, durante la quale raggiunse il grado di capitano del suo reggimento. Nel 1920 venne promosso al grado di maggiore.
Nel 1923 successe al padre. È stato Lord gran ciambellano (1936 e 1952-1966), un titolo ereditario della famiglia Cholmondeley. Questo onore ereditario entrò nella famiglia Cholmondeley attraverso il matrimonio del primo marchese di Cholmondeley con Lady Georgiana Charlotte Bertie, figlia di Peregrine Bertie, III duca di Ancaster e Kesteven. Il marchese portò il Royal Standard all'incoronazione di Giorgio VI nel 1937. Presenziò all'incoronazione di Elisabetta II come Gran Ciambellano e nel 1953 ottenne la gran croce dell'Ordine Reale Vittoriano.
Morì il 16 settembre 1968, all'età di 85 anni.

## Matrimonio e figli
Sposò, il 6 agosto 1913, Sybil Sassoon (20 gennaio 1894-26 dicembre 1989), figlia di Albert Sassoon, un membro della famiglia Sassoon, una famiglia di origine ebrea di banchieri originaria di Baghdad e dell'India, ed erede di suo fratello Sir Philip Sassoon. Ebbero tre figli:
- Aline Caroline Cholmondeley (5 ottobre 1916-?);
- Hugh Cholmondeley, VI marchese di Cholmondeley (24 aprile 1919-13 marzo 1990)[8][9];
- John George Cholmondeley (15 novembre 1920-ottobre 1986), sposò Maria Cristina Solari, ebbero due figli.

## Ascendenza
|                                                  |                        |                                   | Genitori                                    |  |  | Nonni |  |  | Bisnonni                                           |  |  | Trisnonni                                       |  |
|                                                  |                        |                                   |                                             |  |  |       |  |  | William Cholmondeley, III marchese di Cholmondeley |  |  | George Cholmondeley, I marchese di Cholmondeley |  |
|                                                  |                        |                                   |                                             |  |  |       |  |  | William Cholmondeley, III marchese di Cholmondeley |  |  | George Cholmondeley, I marchese di Cholmondeley |  |
|                                                  |                        | Lady Georgiana Charlotte Bertie   |                                             |  |  |       |  |  | William Cholmondeley, III marchese di Cholmondeley |  |  |                                                 |  |
| Charles Cholmondeley, visconte Malpas            |                        |                                   |                                             |  |  |       |  |  | William Cholmondeley, III marchese di Cholmondeley |  |  |                                                 |  |
|                                                  |                        | Marcia Emma Georgiana Arbuthnot   | Charles Arbuthnot                           |  |  |       |  |  |                                                    |  |  |                                                 |  |
|                                                  |                        | Marcia Emma Georgiana Arbuthnot   | Charles Arbuthnot                           |  |  |       |  |  |                                                    |  |  |                                                 |  |
|                                                  |                        | Marcia Emma Georgiana Arbuthnot   | Marcia Clapcote-Lisle                       |  |  |       |  |  |                                                    |  |  |                                                 |  |
| George Cholmondeley, IV marchese di Cholmondeley |                        | Marcia Emma Georgiana Arbuthnot   |                                             |  |  |       |  |  |                                                    |  |  |                                                 |  |
|                                                  |                        | Sir George Dashwood, IV baronetto | Sir Henry Dashwood, III baronetto           |  |  |       |  |  |                                                    |  |  |                                                 |  |
|                                                  |                        | Sir George Dashwood, IV baronetto | Sir Henry Dashwood, III baronetto           |  |  |       |  |  |                                                    |  |  |                                                 |  |
|                                                  |                        | Sir George Dashwood, IV baronetto | Mary Helen Graham                           |  |  |       |  |  |                                                    |  |  |                                                 |  |
| Susan Dashwood                                   |                        | Sir George Dashwood, IV baronetto |                                             |  |  |       |  |  |                                                    |  |  |                                                 |  |
|                                                  |                        | Sarah Marianne Rowley             | Sir William Rowley, II baronetto            |  |  |       |  |  |                                                    |  |  |                                                 |  |
|                                                  |                        | Sarah Marianne Rowley             | Sir William Rowley, II baronetto            |  |  |       |  |  |                                                    |  |  |                                                 |  |
|                                                  |                        | Sarah Marianne Rowley             | Susannah Edith Harland                      |  |  |       |  |  |                                                    |  |  |                                                 |  |
| George Cholmondeley, V marchese di Cholmondeley  |                        | Sarah Marianne Rowley             |                                             |  |  |       |  |  |                                                    |  |  |                                                 |  |
|                                                  | Thomas Henry Kingscote | Thomas Kingscote                  |                                             |  |  |       |  |  |                                                    |  |  |                                                 |  |
|                                                  | Thomas Henry Kingscote | Thomas Kingscote                  |                                             |  |  |       |  |  |                                                    |  |  |                                                 |  |
|                                                  | Thomas Henry Kingscote | Harriet Peyton                    |                                             |  |  |       |  |  |                                                    |  |  |                                                 |  |
| Sir Robert Kingscote                             | Thomas Henry Kingscote |                                   |                                             |  |  |       |  |  |                                                    |  |  |                                                 |  |
|                                                  |                        | Lady Isabella Somerset            | Henry Charles Somerset, VI duca di Beaufort |  |  |       |  |  |                                                    |  |  |                                                 |  |
|                                                  |                        | Lady Isabella Somerset            | Henry Charles Somerset, VI duca di Beaufort |  |  |       |  |  |                                                    |  |  |                                                 |  |
|                                                  |                        | Lady Isabella Somerset            | Lady Charlotte Sophia Leveson-Gower         |  |  |       |  |  |                                                    |  |  |                                                 |  |
| Winifred Ida Kingscote                           |                        | Lady Isabella Somerset            |                                             |  |  |       |  |  |                                                    |  |  |                                                 |  |
|                                                  |                        | Richard Curzon-Howe, I conte Howe | Penn Assheton Curzon                        |  |  |       |  |  |                                                    |  |  |                                                 |  |
|                                                  |                        | Richard Curzon-Howe, I conte Howe | Penn Assheton Curzon                        |  |  |       |  |  |                                                    |  |  |                                                 |  |
|                                                  |                        | Richard Curzon-Howe, I conte Howe | Sophia Howe                                 |  |  |       |  |  |                                                    |  |  |                                                 |  |
| Lady Emily Curzon-Howe                           |                        | Richard Curzon-Howe, I conte Howe |                                             |  |  |       |  |  |                                                    |  |  |                                                 |  |
|                                                  |                        | Lady Harriet Georgiana Brudenell  | Robert Brudenell, VI conte di Cardigan      |  |  |       |  |  |                                                    |  |  |                                                 |  |
|                                                  |                        | Lady Harriet Georgiana Brudenell  | Robert Brudenell, VI conte di Cardigan      |  |  |       |  |  |                                                    |  |  |                                                 |  |
|                                                  |                        | Lady Harriet Georgiana Brudenell  | Penelope Anne Cooke                         |  |  |       |  |  |                                                    |  |  |                                                 |  |
|                                                  |                        | Lady Harriet Georgiana Brudenell  |                                             |  |  |       |  |  |                                                    |  |  |                                                 |  |